# براد ويلكيرسون
براد ويلكيرسون (بالإنجليزية: Brad Wilkerson)‏ هو لاعب كرة قاعدة أمريكي، ولد في 1 يونيو 1977 في أوينسبورو في الولايات المتحدة.

## وصلات خارجية
- الموقع الرسمي
- براد ويلكيرسون على موقع دوري كرة القاعدة الرئيسي (الإنجليزية)
- براد ويلكيرسون على موقعبيزبول رفرنس.كوم (الدوري الرئيسي) (الإنجليزية)
- براد ويلكيرسون على موقعبيزبول رفرنس.كوم (الدوري الثانوي) (الإنجليزية)
- براد ويلكيرسون على موقع إي إس بي إن.كوم (أم.أل.بي) (الإنجليزية)
- براد ويلكيرسون على موقع مشجعي الرسوم البيانية (الإنجليزية)
- براد ويلكيرسون على موقع أوليمبيديا (الإنجليزية)